# Cassidy Haley
Cassidy Hugaert Haley (* 17. Juni 1980 in Oakland, Kalifornien) ist ein US-amerikanischer Sänger, Songwriter und Modedesigner aus Los Angeles.

## Biografie
Haley wurde in Oakland geboren und wuchs im nahegelegenen Richmond auf. Er ist der Sohn einer lesbischen Mutter und eines schwulen Vaters, er hat drei Schwestern und zwei Brüder. Seine Vorfahren sind überwiegend irischer, schottischer, deutscher, französischer und indianischer Abstammung.
Haley ging mit mehreren Zirkussen über die Jahre auf Show, einschließlich El Circo und Lucent Dossier. Er beherrscht den Stelzenlauf und den Seillufttanz; er bot zu Halloween 2009 in Las Vegas eine Show auf Stelzen dar. Haley entwickelte Designs für Kostüme für sich und andere Zirkusperformer, die er auch für seine Bandkostüme und Musikvideos nutzt. Er zog nach Los Angeles, um seine Karriere als Musiker und Modedesigner dort zu verfolgen.
Haley gründete 2003 die Firma „Ernte“ zusammen mit Evan Sugarman. 2005 verließ er die Firma jedoch, da er sich seiner Musikkarriere widmen wollte. Im Jahre 2006 kehrte Haley zur Modeindustrie zurück und gründete eine Firma mit dem Namen „Skin.Graft“ zusammen mit Jonny Cota. Später kam auch Katie Kay hinzu. Skin.Graft ist bekannt für ihren „Untergrund-Look“. Sie produzieren nicht nur kundenspezifische Designs, sondern haben auch eine Downtown-Boutique in Los Angeles. Sie präsentierten eine Herbst/Winter-Kollektion auf der LA Fashion Week 2009. Haley verkaufte seine Hälfte von Skin.Graft im Januar 2009, um sich mehr auf seine Musik konzentrieren zu können.
Der Gewinner der 7. Staffel von American Idol, David Cook, trug Skin.Graft Designs während des Wettbewerbs und während zahlreichen öffentlichen Auftritten. Haley ist ein Freund von Adam Lambert, der in der 8. Staffel von American Idol teilnahm. Adam trug ebenfalls Designs von Haley während des Wettbewerbs und auf der „American Idols LIVE! Tour 2009“ war Skin.Graft in den „ABC News 20/20“ am 13. Juni 2009. Andere bekannte Persönlichkeiten die Skin.Graft Designs tragen sind: Fergie, CariDee English, Margaret Cho, Lil Rounds, Allison Iraheta, und Tila Tequila.

## Musik
Haley singt und spielt Gitarre und Piano. Er gründete sein eigenes Musiklabel im Dezember 2009, Sunshine Rebel Records. Er veröffentlicht seine eigene Musik über iTunes und eBay, außerdem veröffentlicht er YouTube-Videos und gibt Online-Konzerte für seine Fans.
Haley schrieb und produzierte sein Debüt-Extended-Play Little Boys and Dinosaurs mithilfe der Ableton Live Software. Der Houston Chronicle Musik-Reviewer Joey Guerra beschrieb Haleys Musik als „hochwertig produziert, dunkel und theatralisch“. Es wurde auf iTunes am 10. August 2009 veröffentlicht. Er nahm auch Acoustic Sessions von den Songs des Albums auf und stellte sie online, später im September 2009 veröffentlichte er eine DVD mit diesen Videos. Sein erstes Studioalbum The Fool kam am 13. Juli 2010 heraus. Am 14. Februar 2011 erschien die Single This Time, inklusive Musikvideo. Genau drei Jahre später, am 14. Februar 2014, erschien sein zweites Studioalbum The Lovers, welches 2011 durch ein erfolgreiches Crowdfunding auf der Plattform Kickstarter finanziert wurde. Das Ziel von 7.000 Dollar wurde fast um 10.000 Dollar überschritten.

### Diskografie
| Jahr | Album                     |
| ---- | ------------------------- |
| 2009 | Little Boys and Dinosaurs |
| 2009 | Acoustic Sessions (DVD)   |
| 2010 | Nostalgia                 |
| 2010 | The Fool                  |
| 2014 | The Lovers                |
| 2020 | The Hero                  |